# Saint-Genès-de-Castillon
Saint-Genès-de-Castillon ist eine französische Gemeinde mit 367 Einwohnern (Stand: 1. Januar 2022) im Département Gironde in der Region Nouvelle-Aquitaine (vor 2016 Aquitaine); sie gehört zum Arrondissement Libourne und zum Kanton Les Coteaux de Dordogne. Die Einwohner werden Saint-Genésiens genannt.

## Geographie
Saint-Genès-de-Castillon liegt etwa 13 Kilometer östlich von Libourne. Umgeben wird Saint-Genès-de-Castillon von den Nachbargemeinden Puisseguin im Norden, Saint-Philippe-d’Aiguille im Nordosten, Gardegan-et-Tourtirac im Osten, Sainte-Colombe im Süden, Saint-Étienne-de-Lisse im Südwesten und Westen sowie Montagne im Westen und Nordwesten.

## Bevölkerungsentwicklung
| Jahr                       | 1962 | 1968 | 1975 | 1982 | 1990 | 1999 | 2010 | 2020 |
| Einwohner                  | 378  | 454  | 398  | 402  | 370  | 389  | 395  | 373  |
| Quellen: Cassini und INSEE |      |      |      |      |      |      |      |      |

## Sehenswürdigkeiten
- Kirche aus dem 19. Jahrhundert
- Schloss Flojague aus dem 16. Jahrhundert
- Schloss L’Estang
- Schloss La Jarousse
- Herrenhaus von Gravoux aus dem 14./15. Jahrhundert (Monument historique)

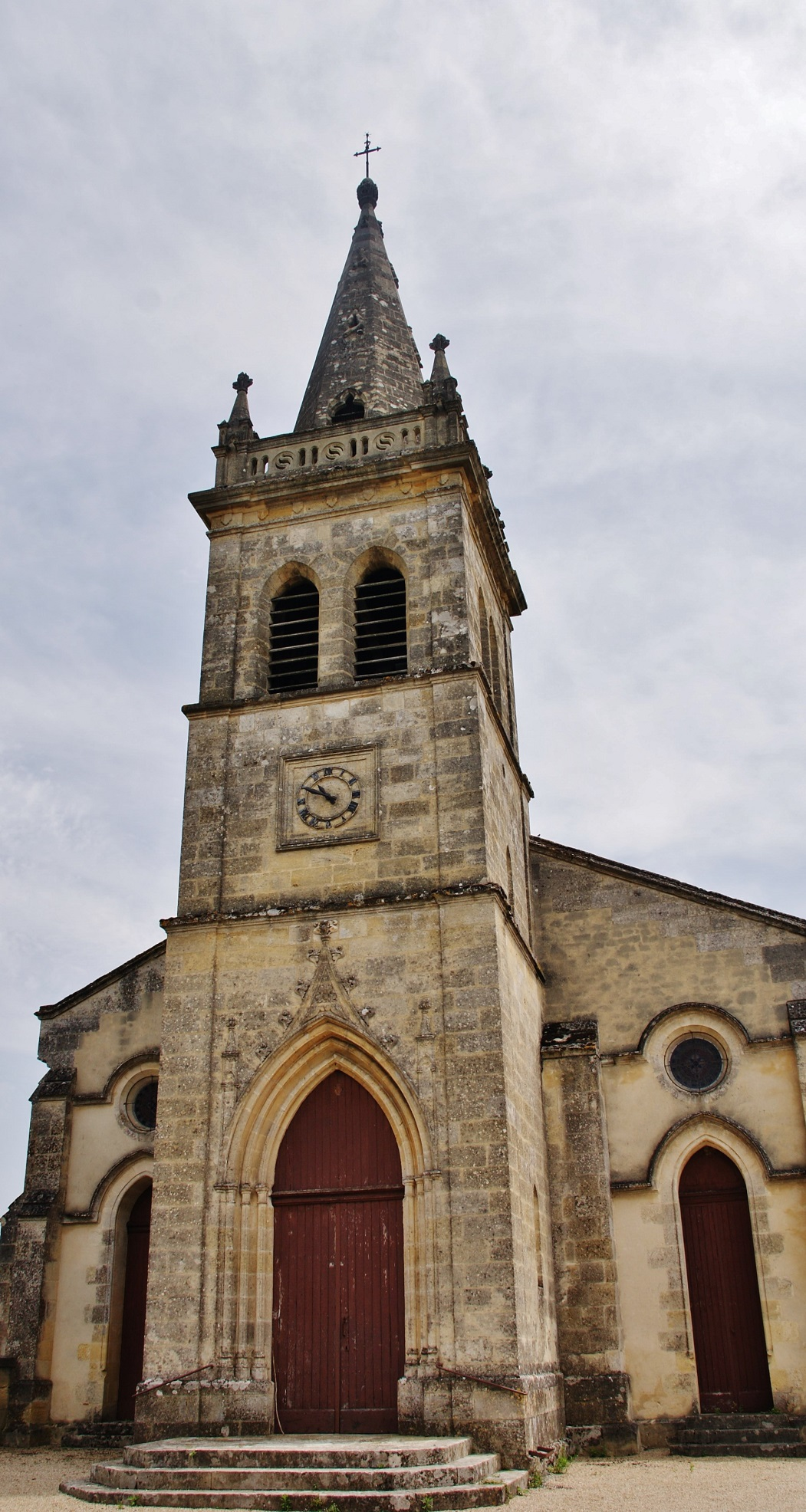
Kirche Saint-Genès
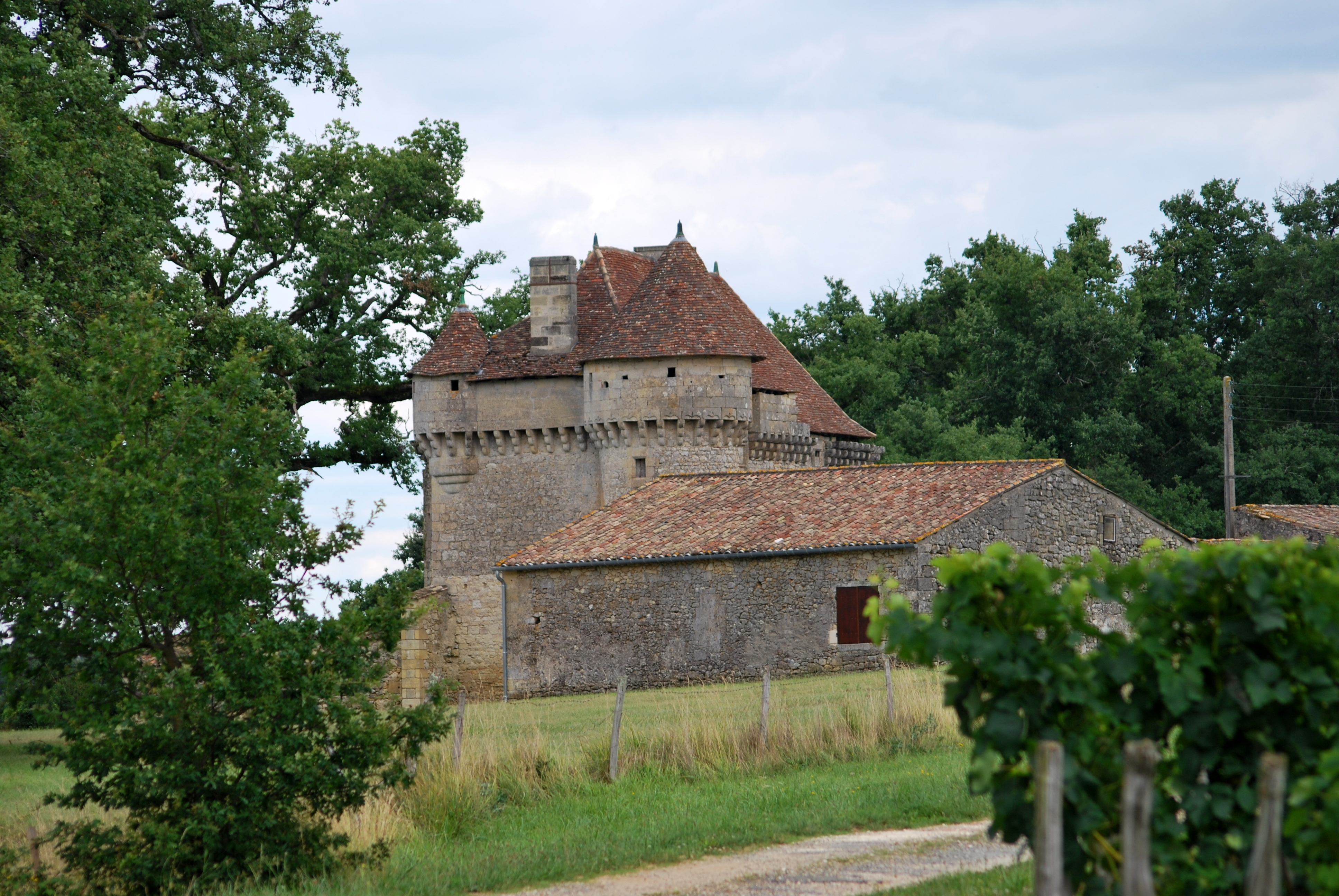
Herrenhaus Gravoux